# لوبومیر زاییچک
لوبومیر زاییچک (چکی: Lubomír Zajíček; ۱۵ فوریهٔ ۱۹۴۶ – ۱۴ مهٔ ۲۰۱۳) بازیکن والیبال اهل چکسلواکی بود.